# Koutouloufári
Koutouloufári, en grec moderne : Κουτουλουφάρι, est un village du dème de Chersónissos, dans le district régional de Héraklion, de la Crète, en Grèce. Selon le recensement de 2001, la population de Koutouloufári compte 586 habitants.
Le village est situé à 28,9 km de Héraklion et à une altitude de 90 mètres.